# John William Mackail
John William Mackail, född den 26 augusti 1859, död den 13 december 1945, var en skotsk litteraturhistoriker. 
Mackail, som 1906–1911 var professor i poesi vid Oxfords universitet, utgav Select epigrams from the greek anthology (1890), Latin literature (1895), Life of William Morris (1899; 2:a upplagan 1922), en översättning av Odyssén (1903–1910), Lectures on greek poetry (1910), Lectures on poetry (1911), Shakespeare after 300 years (1916) och Virgil and his meaning to the world to-day (1923).